# Големи десантни кораби проект 1174
Големи десантни кораби проект 1174 (шифър „Носорог“, според класификацията на НАТО: Ivan Rogov class) са серия съветски големи десантни кораби (на руски: БДК, Большой десантный корабль) построени от прибалтийския корабостроителен завод „Янтарь“ в Калининград. Корабите от проекта са предназначени за транспортиране и стоварване на десант, бойна техника и оборудване, както стоварването им на необорудвани крайбрежия. Способни са да транспортират различни видове бронирана техника, включая танкове. Главен кораб на проекта – „Иван Рогов“.

## История на разработването
Тактико-техническо задание за проектирането на големия десантен кораб от проекта 1174, шифър „Носорог“, е дадено през септември 1964 г. Както и в БДК от проекта 1171, в новия проект, по по искане на Главкома на ВМФ на СССР адмирал С. Г. Горшков, е заложено изискването за непосредствено стоварване на десанта при бреговата линия на водата.
Разработката е поверена на Невското проектно-конструкторско бюро. Главен конструктор е П. П. Милованов, а за главен наблюдаващ от страна на ВМФ е назначен капитан 2 ранг А. В. Бехтерев. В процеса на проектиране се появяват сведения за програмата по строителство в САЩ на УДК от типа „Тарава“. За това по указание на Главкома в проекта се внасят изменения. Появява се докова камера и е увеличен състава на авиогрупата. Тези изменения водят до създаването на оригинално универсален десантен кораб при сравнително неголяма водоизместимост. В разработката на кораба вземат участие ЦНИИ „академик А. Н. Крилов“, Първи ЦНИИ на МО на СССР и други организации. През октомври 1965 г. е утвърден ескизния проект. А през май 1968 г. е утвърден техническият проект.
Поради постоянното изменение на проекта главния БДК от проекта 1174 „Иван Рогов“ е построен в КСЗ „Янтарь“ в град Калининград едва през 1978 г., 14 години след предаването на ТТЗ.
В окончателния си вариант новият БДК може да стоварва десанта с помощта на носовото устройство на необорудвано крайбрежие или във водата. Излизането във водата на бойната техника или на морските пехотинци с десантните катери се осъществява от доковата камера с помощта на кърмовото устройство. С помощта на носовата сходня БДК е способен да изпълнява стоварването на 17% от крайбрежието, а с помощта на катерите – на до 40%. Също десанта може да се осъществява чрез четирите вертолета от типа Ка-29 (всеки може да носи до 16 десантника) на произволно място.

## Конструкция
БДК от проекта 1174 имат полубак и развита кърмова надстройка. Поради това те имат доста грамаден вид. Необходимостта от наличие на голямогабаритната надстройка е предизвикана от използването в качеството на прототип за корпуса БДК от проекта 1171 и необходимостта да се разположат някъде новите обеми, предизвикани от измененията на проекта, в надстройката.
Пълната водоизместимост е 14 060 тона. Далечината на плаване с 18 възела при нормален запас гориво съставлява 4000 мили. При максимален запас съставлява – 7500 мили. Автономността на кораба според запасите от провизии съставлява 15 денонощия при превоз на 500 десантника и 30 денонощия при превоз на 250. Кораба също е снабден със системи за прием на течни и твърди товари в открито море.

### Силова установка
Главнате енергетична установка е разположена ешелонно в два бордови отсека и се състои от две газотурбинни установки с мощност по 18000 к.с., работещи на два гребни винта. Спомагателните механизми са разположени между газотурбинните агрегати под стапел-палубата. За захранване на бордовата електромрежа са разположени шест дизел-генератора с мощност по 500 кВт. Максималната скорост на хода е 20 възела. Използването на ГТУ изисква да се разреши проблема за агрегатната замяна на двигателите, обаче поради неудачната обща компоновка на кораба този въпрос така и не е решен до края.

### Десантни възможности
В носовата част е разположен танковият трюм с дължина 54 м, ширина 12 м и височина около 5 м. В кърмовата част е разположена доковата камера с дължина 75 м, ширина 12 м и височина около 10 м. Разликата по височина между тези две палуби съставлява точно един туиндек.
В транеца има херметичен подвижен лацпорт, който в спуснато положение служи за натоварването на техниката от пирса при швартовка с кърмата. Лацпорта се използва също за приемане и разтоварване на плавателните средства в доковата камера. Техниката се премества по кораба с помощта на три сходни с хидравлични механизми. Една сходня е разположена между доковата камера и танковия трюм и едновременно във вдигнато положение служи за преграда между двете помещения. Още две сходни са разположени между горната и танковата палуби.
Носовото стоварващо устройство се състои от разтварящи се врати и подвижна сходня с дължина 32 метра. В походно положение сходнята се намира под горната палуба и се премества посредством хидравличен механизъм. В танковия трюм и доковата камера при отсъствие в нея на плавателни средства може да се приемат до 50 танка ПТ-76, или 80 БТР и БМП, или до 120 автомобила. Техниката може да бъде натоварена в произволни съчетания. Личния състав на десанта в количество до 500 души може да се разполага в няколко кубрика и 4-местни офицерски каюти.
За стоварване на неплаващата техника в доковата камера могат да се приемат десантни катери. В доковата камера се поместват до шест катера от проекта 1785 (скорост на хода 7,5 възела) или катери от проекта 1176 (10 възела). Вместо тях в доковата камера може да се поместят три десантни катера на въздушна възглавница от проекта 1206 (до 50 възела) или десантните катери на въздушна каверна от проекта 11770 „Серна“.

### Въоръжение
Артилерийското въоръжение включва една 76-мм артустановка АК-726 с РЛС за управление „Турель“ и четири шестстволни 30-мм автоматични оръдия АК-630 с РЛС за управление „Вымпел“. На кораба е разположена двурелсова пускова установка (ПУ) за ЗРК „Оса-М“ с боезапас от 20 ракети. Има четири четворни ПУ (колонки МТ-4) за ПЗРК. За огнева поддръжка на десанта се използва една установка за РСЗО А-215 „Град-М“.

## Състав на серията
| Название              | Зав. № | Заложен | Спуск на вода | Въвеждане в строй | Текущ статус |
| --------------------- | ------ | ------- | ------------- | ----------------- | --- |
| „Иван Рогов“          | 101    | 09.1973 | 31.05.1977    | 15.06.1978        | Списан през 1996 г.. Разкомплектован за метал в сух док на „Далзавод“ през 2004 г. |
| „Александр Николаев“  | 102    | 03.1976 | есен 1982     | 30.12.1982        | от 1997 г. в резерв. Разглежда се въпроса за возстановяване и връщане в бойния състав на ВМФ. |
| „Митрофан Москаленко“ | 103    | 05.1984 | 1988          | 23.09.1990        | От 2002 г. в резерв. Според данни от 5.5.2014 е поставен за продажба, вероятно, в състояние, изключващо неговото използване по пряко предназначение. Разглежда се въпроса за возстановяване и връщане в бойния състав на ВМФ. |